# Eunice multipectinata
Eunice multipectinata är en ringmaskart som beskrevs av Moore 1911. Eunice multipectinata ingår i släktet Eunice och familjen Eunicidae. Inga underarter finns listade i Catalogue of Life.